# Renewal
Renewal è il sesto album in studio del gruppo musicale thrash metal tedesco Kreator, pubblicato nel 1992 dalla Noise Records.

## Il disco
Da questo album e per quasi dieci anni inizia il periodo più sperimentale e alternativo dei Kreator. Infatti, la musica proposta all'interno del disco è abbastanza diversa rispetto a quella degli album precedenti. Invece di insistere sul solito martellamento sonoro tipico del gruppo, qui si cerca di creare delle atmosfere di matrice industrial. Le tematiche dei testi si fanno poi più adulte e profonde: sono caratterizzate da un certo pessimismo di fondo.

## Tracce
1. Winter Martyrium – 5:43
2. Renewal – 4:36
3. Reflection – 6:15
4. Brainseed – 3:17
5. Karmic Wheel – 6:06
6. Realitätskontrolle (Strumentale) – 1:22
7. Zero to None – 3:12
8. Europe After the Rain – 3:19
9. Depression Unrest – 5:05

## Formazione
- Mille Petrozza - chitarra, voce
- Frank "Blackfire" Gosdzik - chitarra
- Roberto "Rob" Fioretti - basso
- Jürgen "Ventor" Reil - batteria